# St. Franziskus (Mering)

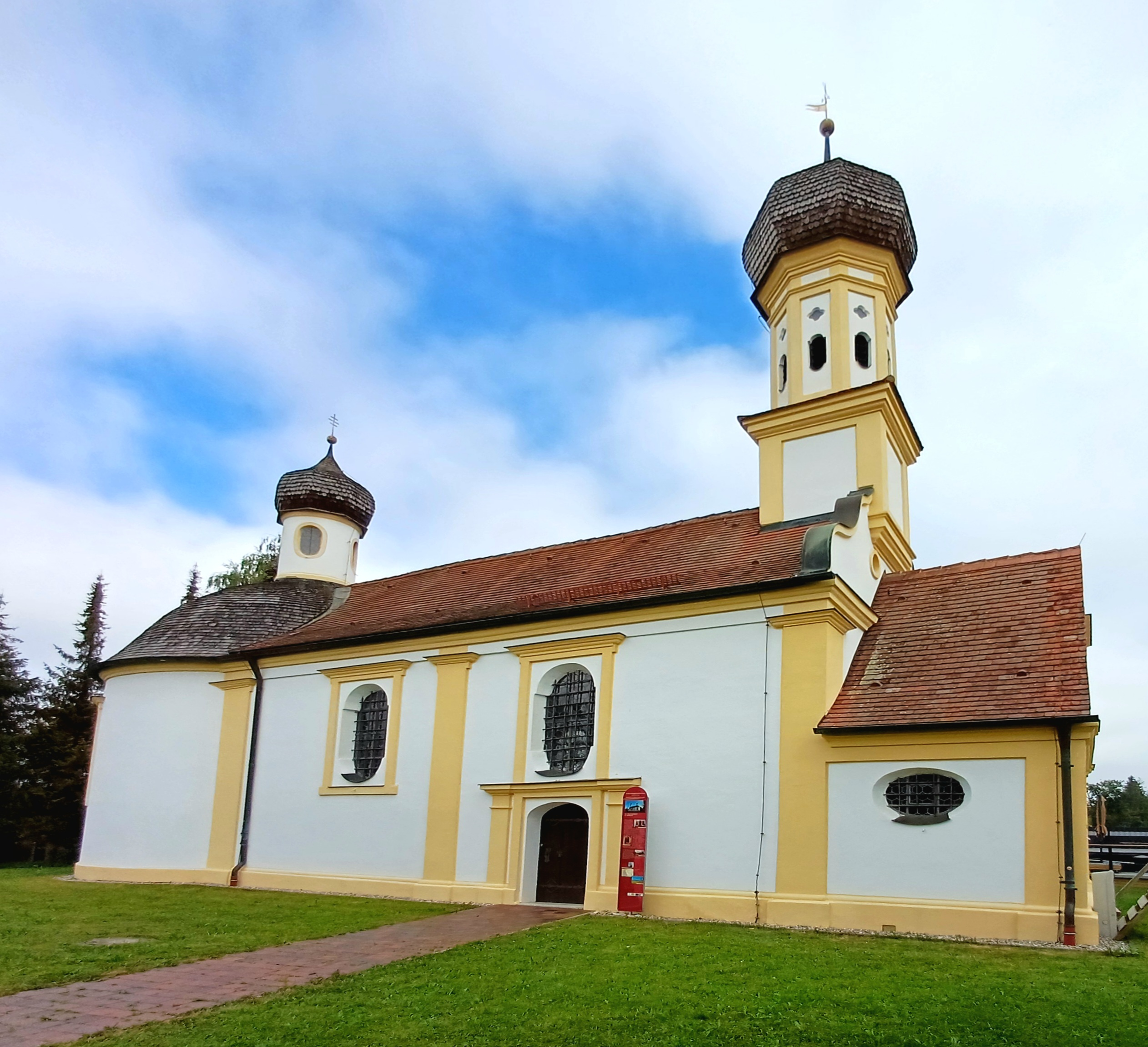
St. Franziskus in Mering

Die römisch-katholische Kapelle St. Franziskus, die das Patrozinium des heiligen Franziskus von Assisi trägt, steht in Mering im schwäbischen Landkreis Aichach-Friedberg von Bayern. Das Bauwerk ist in der Liste der Baudenkmäler in Mering als Baudenkmal unter der Nr. D-7-71-146-9 eingetragen. Es gehört zur Pfarrei St. Michael Mering im Dekanat Aichach-Friedberg des Bistums Augsburg.

## Beschreibung
Die mit Pilastern gegliederte Saalkirche wurde 1692 erbaut. Sie besteht aus einem Langhaus und einem nach Westen gerichteten fast kreisrunden Chor, der mit einer Kuppel bedeckt ist, deren Tambour mit einer Zwiebelhaube gekrönt ist. Im Westen des Satteldaches des Langhauses erhebt sich ein quadratischer Dachreiter, dessen achteckiges Obergeschoss den Glockenstuhl beherbergt und der mit einer Zwiebelhaube bedeckt ist. 
Der Stuck im Innenraum des Chors stammt aus der Erbauungszeit. Der Hochaltar aus der Mitte des 18. Jahrhunderts wird von Statuen flankiert, die Franz Xaver Schmädl geschaffen hat. Das Altarretabel wurde von Johann Georg Bergmüller mit Benno von Meißen bemalt. Auf der Predella befindet sich ein Gemälde von Franz Sigrist, auf dem er um 1760 die Anbetung der Hirten und die Anbetung der Könige dargestellt hat.